# Wasserturm Eilsleben

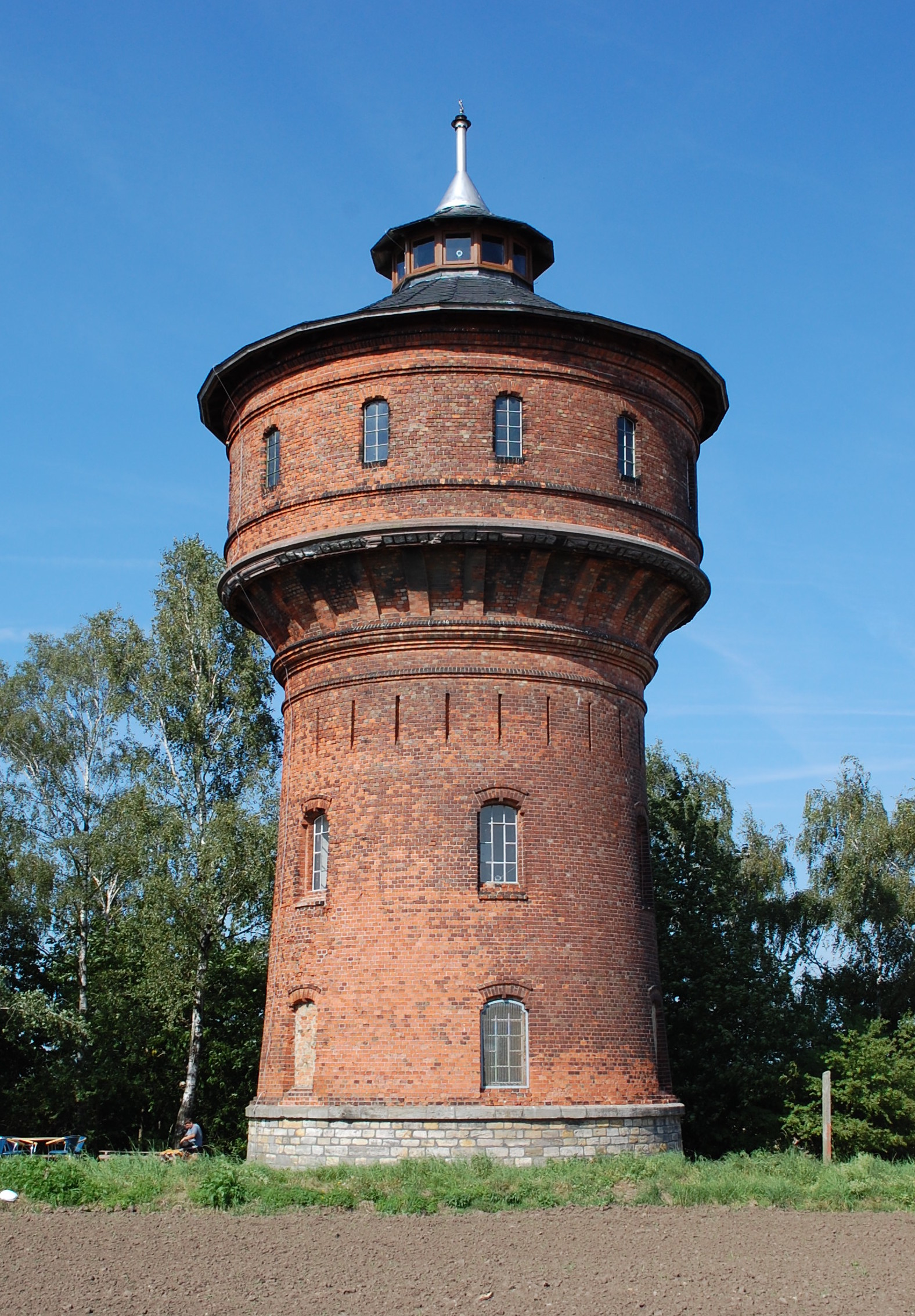
Wasserturm Eilsleben

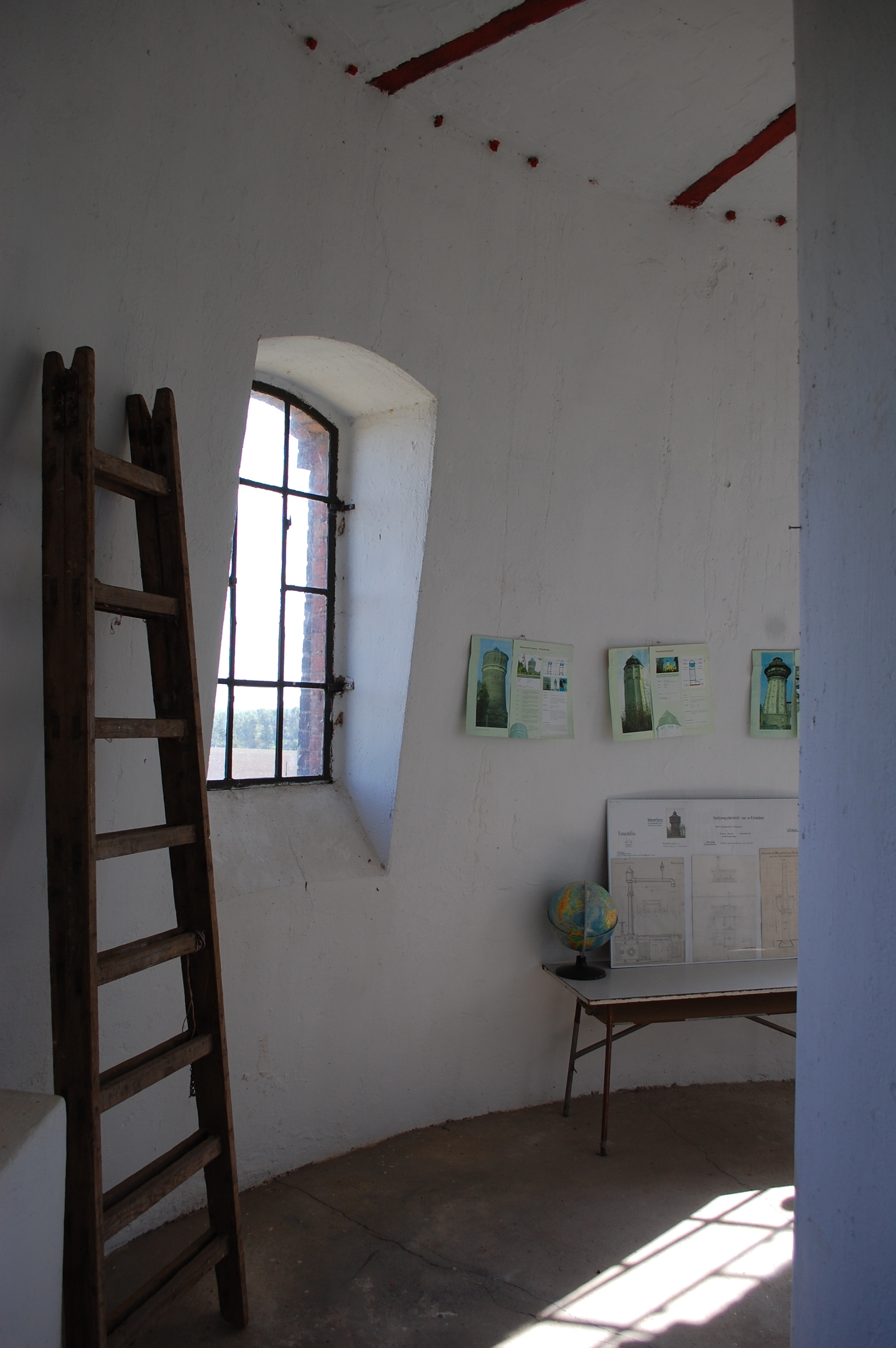
Innenansicht

Der Wasserturm Eilsleben ist ein denkmalgeschützter Wasserturm in Eilsleben in Sachsen-Anhalt.

## Lage
Er steht westlich von Eilsleben auf einer Anhöhe unmittelbar südlich der ehemaligen Bahnstrecke Eilsleben–Schöningen, an deren Kilometerstein 173,0. Das Grundstück wird mit Flur 4, Flurstück 31 bezeichnet. Etwas weiter westlich des Turms verläuft die Aller. In dieser Richtung liegen auch weitere zum Turm ursprünglich dazugehörige Gebäude.

## Architektur und Geschichte
Der Wasserturm wurde in den Jahren 1869 bis 1872 als Wasserversorgung für das Bahnbetriebswerk Eilsleben errichtet. Bedingt durch den Deutsch-Französischen Krieg 1870/71 gab es eine Bauunterbrechung des Vorhabens. Seine Höhe beträgt 24 Meter. Im Turmkopf befindet sich ein vier Meter hoher Wasserbehälter mit einem Durchmesser von acht Metern, der 200 m³ Wasser fassen konnte. Der Durchmesser des Turms beträgt in fünf Metern Höhe zehn Meter. Der aus Ziegeln gebaute Turm ruht auf einem aus Bruchsteinen erstellten Sockel. Bedeckt wird der Turm von einer hölzernen Dachkonstruktion.

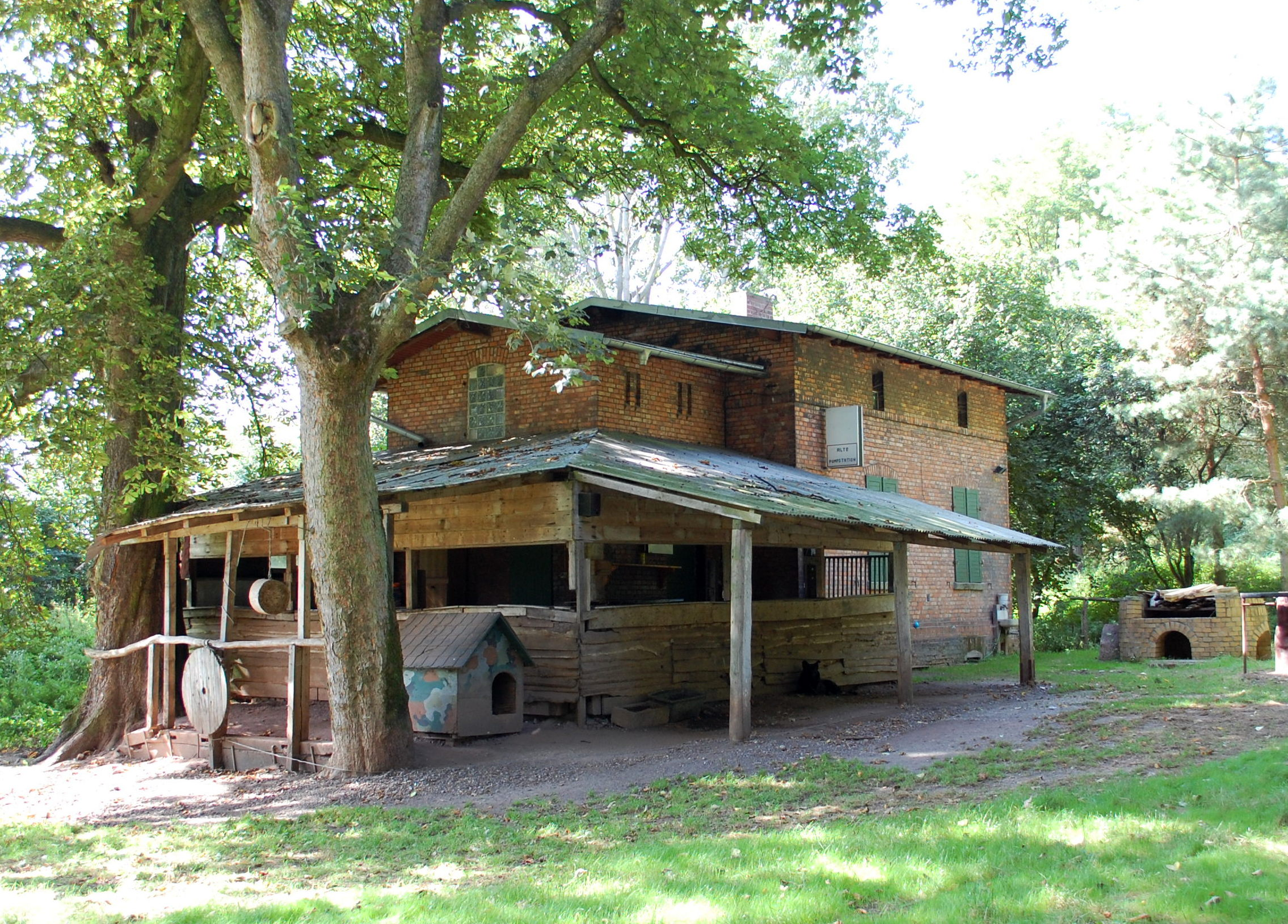
Pumpstation, 2012

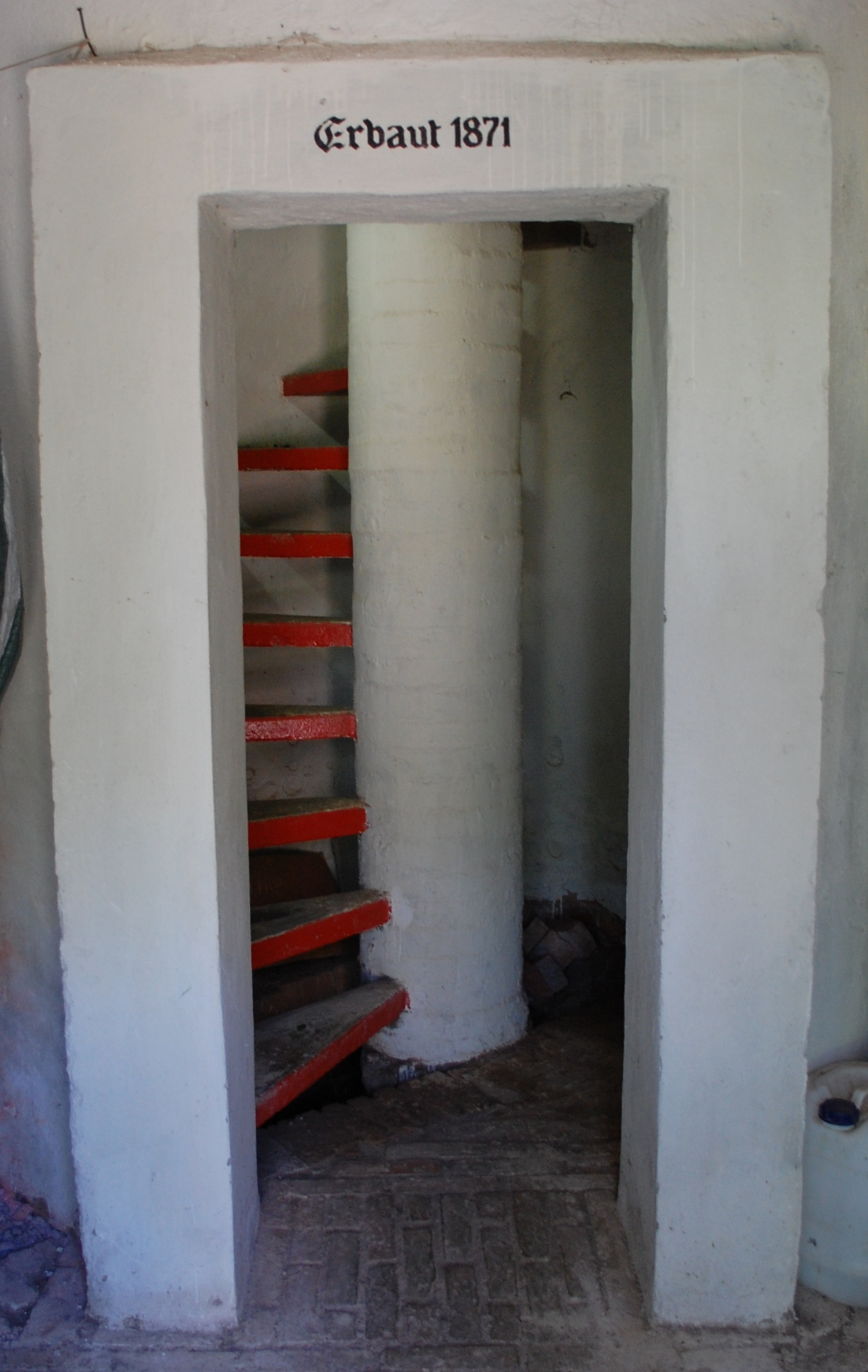
Zugang zur Treppe

Zur Anlage gehörten auch vier Tiefbrunnen, zwei Oberflächenwassersammelbecken sowie ein Gebäude für Pumpen und ein Gebäude für den Wärter der Pumpenstation und seine Familie. Die Anlage wurde ständig vom Pumpenwärter bedient und gewartet. Aus der Pumpstation wurde Wasser in den Behälter des Wasserturms gepumpt. Aus diesem Speicher wurde über große gusseiserne Rohre Wasser mit hohem Druck für die drei Wasserkräne bereitgestellt, mit denen in Eilsleben Dampflokomotiven betankt wurden. Über einen Wasserkran konnten 10 m³ Wasser je Minute abgegeben werden und eine Lok in etwa drei Minuten wieder vollständig befüllt werden. Der Gesamtwasservorrat des Turms reichte für etwa fünf bis sieben Lokomotiven. Zur Anlage gehörte auch ein Schwimmer, der bei vollständiger Füllung des Hochbehälters ein Ventil schloss und ein weiteres Nachfließen des Wassers verhinderte. Außerdem bestand ein Überlauf, der am Fuß des Turms ins Freie führte. Über ein weiteres Ventil war auch ein vollständiges Entleeren des Turms möglich. Das Pumpenhaus diente in späterer Zeit auch zur Chlorung des Trinkwassers für die Eisenbahnerhäuser.
Die westlich des Turms gelegene Pumpenstation war bis in die Zeit um 1950 ein beliebtes Ausflugsziel in der Region. Der Pumpenwärter verkaufte dort Flaschengetränke. Im Park an der Aller standen Tische und Bänke die zum Picknick genutzt wurden.
Nach dem in den 1970er Jahren der Personenverkehr auf der Eisenbahnstrecke eingestellt wurde, erfolgte im Jahr 1993 auch das Ende für den Güterverkehr.
Der Wasserturm hatte seine ursprüngliche Nutzung verloren und verfiel, obwohl er ein Wahrzeichen der Region ist. Im Jahr 1999 erwarb die Gemeinde Eilsleben. Es folgten zunächst Sicherungsmaßnahmen gegen unbefugtes Betreten und die Entfernung von Bewuchs. Zugleich konnte der zugemauerte Treppenaufgang im Inneren des Turms wieder freigelegt werden. Am 31. Januar 2000 gründete sich die Interessengemeinschaft Wasserturm e.V., die sich der Rettung des Turms widmete. Mit zwei Beschäftigten aus einer Arbeitsbeschaffungsmaßnahme erfolgte die Vorbereitung der Dachsanierung und Arbeiten an der Wendeltreppe und dem Turmsockel. Eine Einrüstung des Turms geschah am 18. August 2001. Am 20. Oktober 2001 wurde die alte Turmspitze abgebaut und für Restaurierungsarbeiten am Boden abgesetzt. Es folgte die Sanierung des Dachs. Nach der Aufsetzung der Richtkrone am 7. November 2001 verhinderte zunächst schlechtes Wetter die weiteren Arbeiten, was zu erhöhten Kosten für das weiterhin stehende Gerüst führte. Im Dezember 2001 wurde dann die erneuerte Spitze wieder auf den Turm gesetzt.
Zur Finanzierung der Arbeiten fanden unterschiedliche Spendenaktionen statt. Am 2. Juni 2001 gab die Musikgruppe Greyhair ein Benefiz-Konzert in der Eilsleber Sporthalle. Im Mai 2002 erschien eine CD mit einem Lied über den Turm. Auch T-Shirts und Kalender wurden verkauft.
Es folgten Arbeiten zur Gestaltung des Turmumfeldes und die Anlage eines Wanderweges zwischen Turm und Pumpenstation. Ab April 2003 wurden die gusseisernen Fenster des Turms instand gesetzt und die Turmspitze neu verglast.
Die Pumpenstation wurde bis 2019 vom Motorradclub MC Darker e. V. betreut. Das Areal diente als Gelände für Motorradtreffen und Familienfeste.
Seit 2019 ist sie im Privatbesitz und dient weiterhin als Gelände für Kinder- und Familienfeste.
Im örtlichen Denkmalverzeichnis ist der Wasserturm unter der Erfassungsnummer 094 97864 als Baudenkmal verzeichnet.